# Премьерство Риши Сунака
Риши Сунак был объявлен лидером Консервативной партии после того, как оказался единственным кандидатом, выдвинутым 24 октября 2022 года. 25 октября 2022 года Сунак встретился с королем Карлом III и вступил в должность премьер-министра.

## Заявка на лидерство в Консервативной партии
После отставки своей предшественницы Лиз Трасс после правительственного кризиса 23 октября 2022 года Сунак официально подал заявку на то, чтобы стать лидером Консервативной партии. Было два других кандидата, активно добивавшихся выдвижения: Борис Джонсон и Пенни Мордаунт. Однако в тот же вечер Джонсон объявил, что не будет выдвигать свою кандидатуру, а 24 октября свою кандидатуру сняла и Мордаунт. Впоследствии Грэм Брэди из Комитета 1922 года объявил, что как единственный кандидат, получивший необходимые 100 голосов, Сунак избран новым лидером партии.